# Américo Paredes
Américo Paredes, né le 3 septembre 1915 à Brownsville, dans le Comté de Cameron, au Texas, et mort le 5 mai 1999 à Austin, dans le Comté de Travis, au Texas, est un écrivain, un folkloriste, un chercheur et un professeur universitaire, de nationalité américaine, et dont la culture, anglo-saxonne, mexicaine et texane, était triple. Il a consacré l'essentiel de son œuvre à la description et à l'étude des traditions liées à la vie transfrontalière, entre les États-Unis et le Mexique, en particulier autour de la région du Rio Grande dans le sud du Texas.

## Origines et famille
Américo Paredes Manzano est le fils de Justo Paredes Cisneros et de Clotilde Manzano Vidal. Son père, Justo Paredes, est l'héritier d'une famille de fermiers établis dans la région de Matamoros, la ville de l'État mexicain de Tamaulipas, dont Brownsville est la parèdre, sur l'autre rive du Rio Grande, depuis 1580. Les ancêtres de Justo Paredes appartenaient vraisemblablement au groupe de marranes qui avaient accompagné le Conquistador
Luis de Carvajal y de la Cueva (es) dans son entreprise de colonisation du Nouveau royaume de Léon.

Américo Paredes a huit frères et sœurs : Eliseo né en 1899, Isaura née en 1902, Lorenzo né en 1904, Cleotilde née en 1906, Blanca née en 1909, Justo né en 1912, Amador et Eleazar, des jumeaux, nés en 1920.

## Œuvres principales
- (en) Américo Paredes, A Texas-Mexican Cancionero : Folksongs of the Lower Border, Austin, University of Illinois Press, 1976, 194 p. (ISBN 978-025-200-522-0).
- (es) Américo Paredes (trad. de l'anglais par Claudia Alvarez Larrauri et Antonio Félix), Con su pistola en la mano [« With His Pistol in His Hand »], Mexico, D.F., Instituto Nacional de Antropología e Historia, coll. « Divulgación / Crónica. », 1985, 241 p. (ISBN 978-9-686-03814-9, OCLC 15729615, LCCN 98156651).
- (en) Américo Paredes, George Washington Gómez : A Mexicotexan Novel, Houston, Arte Público Press (en), 1990, 302 p. (ISBN 978-1-611-92154-0).
- (en) Américo Paredes (dir.), Folklore and culture on the Texas-Mexican border, Austin, University of Texas Press, 1995 (1re éd. 1993), 287 p., poche (ISBN 978-029-276-564-1).
- (es) Américo Paredes (trad. María Jesús Fernández Gil), George Washington Gómez, Houston, Arte Público Press, 2014, 457 p. (ISBN 978-1-558-85790-2).

## Sources
Ouvrages et articles
- (en) Américo Paredes et Manuel Medrano, Américo Paredes: In His Own Words, an Authorized Biography, Denton, University of North Texas Press, 2010, 180 p. (ISBN 978-1-574-41287-1, lire en ligne).
- (es) Eugenio del Hoyo, Historia del Nuevo Reino de León (1577-1723), Monterrey, Fondo Editorial de Nuevo León, 2005, 675 p. (ISBN 970-9715-07-0, lire en ligne).
- (en) José R. López Morín, « The Life and Early Works of Américo Paredes », Western Folklore, Long Beach, Californie, Western States Folklore Society and the American Folklore Society, vol. 64, nos 1/2,‎ 2005, p. 7–28 (ISSN 0043-373X, JSTOR 25474718, lire en ligne).

Ressources en ligne
- (en) « Paredes, Américo (1915–1999) », Handbook of Texas Online, Biography Entry, Austin, Texas State Historical Association., 11 septembre 2007 (consulté le 20210525).